# 다카하마촌 (나가사키현)
다카하마촌(高浜村)은 나가사키현의 남부의 나가사키 반도에 있던 촌이며, 니시소노기군에 속해있었다. 

## 지리
노모반도(나가사키 반도)의 남부에 위치한다. 

## 역사
- 1889년 4월 1일 - 정촌제 시행에 의해 니시소노기군 다카하마촌이 단독으로 촌제를 시행해 성립하였다.
- 1955년 4월 1일 - 다카하마촌이 분할로 와키미사키촌, 가바시마촌, 노모촌의 일부와 합병해 노모자키정이 성립, 잔부는 다카시마정이 성립하여 소멸하였다,

## 참고문헌
- 角川日本地名大辞典 42 長崎県
- 西彼杵郡現勢一班「野母村現勢概要」（1926年）国立国会図書館デジタルコレクション